# 小野菜保
小野菜保（日语：／ Ono Nao，1997年6月16日—），日本女子羽毛球運動員。石川縣白山市出生，美川中学校、金沢向陽高校畢業，現為再春館製藥所羽毛球隊成員，隊員編號7號。

## 簡歷
2016年6月，小野菜保出戰西班牙國際賽，與廣田彩花合作贏得女子雙打冠軍，這亦是她首個國際成人賽事錦標。

## 主要比賽成績
只列出曾進入準決賽的國際賽事成績：
| 年份   | 賽事                 | 公開賽級別 | 項目     | 拍檔       | 成績   |
| ------ | -------------------- | ---------- | -------- | ---------- | ------ |
| 2015年 | 世界青年羽毛球錦標賽 | 其他       | 混合團體 | －         | 第四名 |
| 2016年 | 西班牙羽毛球國際賽   | 國際挑戰賽 | 女子雙打 | 廣田彩花   | 冠軍   |
| 2018年 | 比利時羽毛球國際賽   | 國際挑戰賽 | 女子雙打 | 藤井瑞希   | 亞軍   |
| 2019年 | 白夜羽毛球賽         | 國際挑戰賽 | 女子雙打 | 仲井由希乃 | 冠軍   |
| 2022年 | 比利時羽毛球國際賽   | 國際挑戰賽 | 女子雙打 | 福本真惠七 | 準決賽 |

| 2007-2017年 | 首要超級賽 | 超級賽 | 黃金大獎賽 | 大獎賽 | 國際挑戰賽 | 國際系列賽 | 未來系列賽 | 其他 |

| 2018-2026年 | 總決賽 | 超級1000賽 | 超級750賽 | 超級500賽 | 超級300賽 | 超級100賽 | 國際挑戰賽 | 國際系列賽 | 未來系列賽 | 其他 |